# MACS J0329.7-0211
MACS J0329.7-0211 è un ammasso di galassie situato in direzione della costellazione di Eridano alla distanza di oltre 4,7 miliardi di anni luce dalla Terra (light travel time).
È stato uno dei 25 ammassi di galassie studiati con il Telescopio spaziale Hubble nel corso di una campagna di osservazioni denominata Cluster Lensing And Supernova survey with Hubble (CLASH) nel corso di un periodo di tre anni e mezzo (2010-2013).
Nel 2011 è stata individuata, grazie all'effetto di lente gravitazionale, una galassia remota la cui immagine ci è giunta amplificata e quadruplicata. Questa galassia nana ha un redshift stimato di z ~ 6,2 che equivale ad una distanza percorsa dalla luce di 12,818 miliardi anni luce (distanza comovente di 27,760 miliardi di anni luce).